# Charles Ray Thomas
Charles Ray Thomas   (23 de juliol de 1946) és un exjugador de bàsquet estatunidenc. Amb 2,01 metres d'alçada, jugava en la posició de pivot. La seva carrera professional va transcórrer íntegrament en la Lliga Espanyola.
Durant més de 40 anys es va creure que podia haver mort a principis de la dècada dels 80s, de fet, hom el donava per mort circa 1980. No obstant això, al març de 2021, Thomas va contactar amb Norman Carmichael, un antic company del FC Barcelona, per parlar-hi i comunicar-li la seva situació. Pel que sembla, i segons aquest testimoniatge, actualment es troba en una residència geriàtrica a Amarillo, Texas.

## Trajectòria

### Universitat
Va jugar durant quatre temporades amb els Golden Eagles de la Universitat Estatal de Califòrnia, Los Angeles. Posseeix els rècords de la seva universitat en rebots en una carrera, amb 1.025, i en una temporada, amb 395.

### Professional
Va desenvolupar la seva carrera professional en 3 equips catalans, el CB Sant Josep Irpen, on fou 2 vegades màxim anotador de la competició, el FC Barcelona i el Bàsquet Manresa.

## Vida personal
Després de deixar el bàsquet, va caure al món de les drogues, es va separar de la seva dona, i després de desaparèixer de la vida pública, se'l va donar per mort el 1980. Al març de 2021, després de més de 40 anys amb la creença que estava mort, va aparèixer una notícia tant en mitjans esportius com no esportius, que assegurava que seguia amb vida. Segons aquesta notícia, una trucada de telèfon rebuda pel seu excompany al FC Barcelona Norman Carmichael d'algú que assegurava ser Thomas, va acabar per esclarir la veritat. Pel que sembla, va anar a viure a Mèxic, per tornar posteriorment al seu país, on va malviure per culpa de la seva addicció a les drogues. En l'actualitat es troba en una residència d'ancians a Amarillo, Texas, des de la qual va contactar amb Carmichael.
Ha patit l'amputació de les cames.